# 白竜

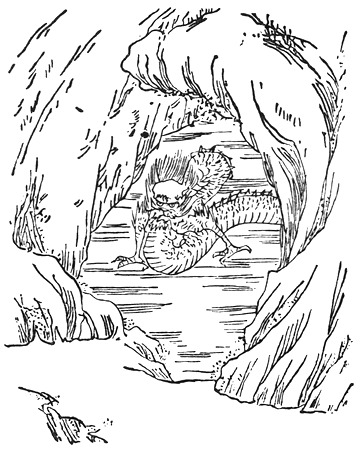
松浦静山『甲子夜話』巻34より「白竜」

白竜（はくりゅう、白龍、拼音: báilóng パイロン）は、古代中国で、天上界の皇帝である天帝に仕えているとされた竜の一種。名前のとおり、全身の鱗が白い。
竜は基本的に空を飛べるが、白竜は特に空を飛ぶ速度が速く、これに乗っていれば他の竜に追いつかれないともいう。ときおり魚に化けて地上の泉などで泳いでいることもある。
曲亭馬琴の読本『南総里見八犬伝』にも登場し、白竜が光を放ち、波を巻きたてながら南の方へ飛んで行くという場面があり、白竜が物を吐くとそれが地面に入って金になるという解説がついている。
五行思想においては、白は西を意味するため、白竜を白虎と同様、西方を守護する神聖な竜とする異説がある。
日本の各地の神社等においては無数の白竜が祀られている。